# Машино (Смоленская область)
Машино — деревня в Гагаринском районе Смоленской области России. Входит в состав Покровского сельского поселения. Население — 6 жителей (2007).
Расположена в северо-восточной части области в 25 км к югу от Гагарина, в 21 км южнее автодороги М1 «Беларусь», на берегу реки Большая Гжать. В 27 км северо-восточнее деревни расположена железнодорожная станция Гагарин на линии Москва — Минск.

## История
В годы Великой Отечественной войны деревня была оккупирована гитлеровскими войсками в октябре 1941 года, освобождена в марте 1943 года.